# Säters trivialskola
Säters trivialskola var en skola i Säter, verksam från början av 1800-talet till 1 juli 1891.
År 1840 omtalas skolan som en lägre lärdomsskola .
I mitten av 1850-talet omtalas denna skola som ett lägre elementarläroverk, 1877 som en enklassig pedagogi som funnits sedan 1856 och 1888 som en pedagogi med 20 elever .
Pedagogin som inte blev lägre allmänt läroverk 1879 lade ner 1 juli 1891 och efterföljdes inte förrän på 1930-talet av en likartad skola i Säter.